# Buchpatenschaft
Durch eine Buchpatenschaft beteiligt man sich an einer Patenschaft für ein vom Verfall bedrohtes, wertvolles historisches Dokument, eine Handschrift oder gedrucktes Buch.
Verschleiß durch häufige Benutzung, Kriegsschäden, Pilzbefall, Tintenfraß und materialbedingte Verfallsprozesse haben dazu geführt, dass zunehmend auch wichtige Schriften nicht mehr von Lesern benutzt werden können und vom Zerfall bedroht sind. Auch die Brandkatastrophe am 2. September 2004 in Weimar bei der Anna-Amalia-Bibliothek hat große Bestände beschädigt, die jetzt aufwendig zu restaurieren sind. Die Buchpatenschaft in Form einer finanziellen Spende dient u. a. dazu, Reparaturen, Papierentsäuerungen und andere notwendige Restaurierungsarbeiten zu finanzieren, um den Erhalt sicherzustellen. Da staatliche Zuwendungen nur wenige Prozent der zur Restaurierung erforderlichen Mittel decken, müssen Bürger, Unternehmen oder Stiftungen, denen Erhalt und Nutzung des kulturellen Erbes am Herzen liegen, die Sache selbst verstärkt in die Hand nehmen.